# 沃爾特維爾 (喬治亞州)
沃爾特維爾（英語：Walthourville）是一個位於美國喬治亞州利柏提縣的城市。

## 地理
沃爾特維爾的座標為31°46′34″N 81°37′27″W / 31.77611°N 81.62417°W，而該地的平均海拔高度為27米（即89英尺）。

## 人口
根據2010年美國人口普查的數據，沃爾特維爾的面積為9.80平方千米，當中陸地面積為9.80平方千米，而水域面積為0.00平方千米。當地共有人口4111人，而人口密度為每平方千米419.49人。